# Yann Ehrlacher
Yann Ehrlacher (Mulhouse, 4 luglio 1996) è un pilota automobilistico francese, vincitore del Campionato supertourismo francese 2015 e due volte campione della Coppa del mondo turismo, nel 2020 e 2021 a bordo di una Link & Co 03 TCR del team Cyan Racing Lynk & Co.
È figlio dell'ex pilota automobilistica, Cathy Muller e di Yves Ehrlacher, ex calciatore professionista. È anche il nipote di Yvan Muller, quattro volte vincitore del Campionato del mondo turismo

## Carriera
A differenza della maggior parte dei piloti della sua generazione, Ehrlacher non ha iniziato la sua carriera in Kart ma direttamente con le monoposto, già dal 2013 passa alle auto GT correndo nella Volkswagen Scirocco R-Cup, serie di supporto del Deutsche Tourenwagen Masters. Dopo due anni nella serie si unisce al Yvan Muller Racing ed vince il Campionato Superturismo francese.
Nel 2016 passa alle vetture prototipo LMP3, Ehrlacher partecipa alla European Le Mans Series dove ottiene la vittoria sul Circuito di Estoril. Il pilota francese continua nella serie anche nel 2017 e nel 2019 senza ottenere risultati di rilievo.
Nel 2017 partecipa al ultima stagione Campionato del mondo turismo unendosi al team RC Motorsport. L'anno successivo viene creata la Coppa del mondo turismo (WTCR) e Ehrlacher si iscrive con il team ALL-INKL.COM Münnich. Dopo due anni e due vittorie lascia il team tedesco per unirsi al Cyan Performance Lynk & Co. 
Nel 2020, alla guida della Lynk & Co 03 TCR vince per la prima volta il Campionato del mondo turismo dopo un'ottima stagione dove ha ottenuto tre vittorie, Ehrlacher si è laureato campione con un vantaggio di trentanove punti su Yvan Muller, suo zio e quattro volte campione del Campionato del mondo turismo.
L'anno seguente Ehrlacher ottiene altre due vittorie e conquista per la seconda volta il campionato, questa volta ha vinto davanti al pilota del Audi, Frédéric Vervisch con un vantaggio di ventotto punti.

### Test WEC e Formula E
Durante i Rookie test 2022 del WEC, in Bahrain, Ehrlacher ha la possibilità di provare la 9X8, Hypercar della Peugeot con Maximilian Günther, Malthe Jakobsen e Stoffel Vandoorne. Nel 2023 prende parte a Roma ai Rookie test della Formula E per il team DS Penske, ritorna in pista anche sul Circuito di Misano nel aprile 2024.

## Risultati

### Riassunto della carriera
| Stagione | Serie                            | Team                       | Gare | Vittorie | Pole | G.V | Podio | Punti | Pos. |
| -------- | -------------------------------- | -------------------------- | ---- | -------- | ---- | --- | ----- | ----- | ---- |
| 2013     | Volkswagen Scirocco R-Cup        | N/A                        | 9    | 0        | 0    | 0   | 0     | 123   | 14°  |
| 2014     | Volkswagen Scirocco R-Cup        | N/A                        | 10   | 0        | 0    | 0   | 0     | 209   | 8°   |
| 2015     | Campionato Superturismo francese | Yvan Muller Racing         | 28   | 12       | 6    | 22  | 23    | 1228  | 1°   |
| 2016     | European Le Mans Series - LMP3   | M.Racing - YMR             | 6    | 1        | 0    | 0   | 1     | 36    | 8°   |
| 2016     | Road to Le Mans - LMP3           | M.Racing - YMR             | 1    | 0        | 0    | 0   | 0     | N/A   | 4°   |
| 2017     | WTCC                             | RC Motorsport              | 20   | 1        | 0    | 0   | 3     | 90    | 10°  |
| 2017     | European Le Mans Series - LMP3   | M.Racing - YMR             | 5    | 0        | 0    | 0   | 0     | 1     | 25°  |
| 2017     | Michelin Le Mans Cup - LMP3      | M.Racing - YMR             | 2    | 0        | 0    | 0   | 1     | 7     | 24°  |
| 2018     | WTCR                             | ALL-INKL.COM Münnich       | 30   | 2        | 0    | 3   | 3     | 204   | 10°  |
| 2018     | French GT4 Cup                   | M.Racing - YMR             | 6    | 0        | 0    | 0   | 0     | 14    | 22°  |
| 2018–19  | Andros Trophy - Électrique Class | Andros                     | 2    | 0        | 0    | 0   | 2     | 57    | 10°  |
| 2019     | WTCR                             | Cyan Performance Lynk & Co | 30   | 0        | 1    | 1   | 6     | 222   | 9°   |
| 2019     | European Le Mans Series - LMP3   | M Racing                   | 3    | 0        | 1    | 0   | 0     | 7.5   | 19°  |
| 2019     | Michelin Le Mans Cup             | M Racing                   | 2    | 0        | 0    | 0   | 0     | 0     | NC   |
| 2019–20  | Andros Trophy - Elite Pro Class  | Yvan Muller Racing         | 10   | 3        | 2    | 2   | 7     | 509   | 3°   |
| 2020     | WTCR                             | Cyan Racing Lynk & Co      | 16   | 3        | 1    | 0   | 4     | 234   | 1°   |
| 2020–21  | Andros Trophy - Elite Pro Class  | M Racing                   | 11   | 1        | 0    | 1   | 5     | 507   | 4°   |
| 2021     | WTCR                             | Cyan Racing Lynk & Co      | 16   | 2        | 1    | 1   | 4     | 223   | 1°   |
| 2021–22  | Andros Trophy - Elite Pro Class  | M Racing                   | 9    | 2        | 2    | 1   | 5     | 537   | 2°   |
| 2022     | WTCR                             | Cyan Racing Lynk & Co      | 8    | 0        | 0    | 0   | 2     | 133   | 9º   |
| 2023     | TCR World Tour                   | Cyan Racing Lynk & Co      | 20   | 3        | 3    | 3   | 6     | 430   | 2°   |

* Stagione in corso.

### Risultati European Le Mans Series
| Anno | Squadra        | Classe | Vettura             | SIL | IMO | RBR | LEC | SPA | EST | Punti | Pos. |
| ---- | -------------- | ------ | ------------------- | --- | --- | --- | --- | --- | --- | ----- | ---- |
| 2016 | M.Racing - YMR | LMP3   | Ligier JS P3-Nissan | Rit | 5   | 10  | Rit | Rit | 1   | 36    | 8°   |
| Anno | Squadra        | Classe | Vettura             | SIL | MNZ | RBR | LEC | SPA | POR | Punti | Pos. |
| 2017 | M.Racing - YMR | LMP3   | Norma M30-Nissan    | 10  |     | Rit | Rit | Rit | Rit | 1     | 25°  |
| Anno | Squadra        | Classe | Vettura             | LEC | MNZ | CAT | SIL | SPA | POR | Punti | Pos. |
| 2019 | M Racing       | LMP3   | Norma M30-Nissan    | 9   |     | 11  | 8   |     |     | 7,5   | 19°  |

### Vittorie nel WTCR/ WTCC e TCR Word
| #  | Anno | Evento                        | Team                  | Auto                   |
| -- | ---- | ----------------------------- | --------------------- | ---------------------- |
| 1  | 2017 | FIA WTCC Race d' Argentina    | RC Motorsport         | Lada Vesta WTCC        |
| 2  | 2018 | FIA WTCR Race del Hungheria   | ALL-INKL.COM Münnich  | Honda Civic Type R TCR |
| 3  | 2018 | FIA WTCR Race dei Paesi Bassi | ALL-INKL.COM Münnich  | Honda Civic Type R TCR |
| 4  | 2020 | FIA WTCR Race del Belgio      | Cyan Racing Lynk & Co | Lynk & Co 03 TCR       |
| 5  | 2020 | FIA WTCR Race della Germania  | Cyan Racing Lynk & Co | Lynk & Co 03 TCR       |
| 6  | 2020 | FIA WTCR Race del Hungheria   | Cyan Racing Lynk & Co | Lynk & Co 03 TCR       |
| 7  | 2021 | FIA WTCR Race del Portogallo  | Cyan Racing Lynk & Co | Lynk & Co 03 TCR       |
| 8  | 2021 | FIA WTCR Race d'Italia        | Cyan Racing Lynk & Co | Lynk & Co 03 TCR       |
| 9  | 2023 | FIA TCR Race del Belgio       | Cyan Racing Lynk & Co | Lynk & Co 03 TCR       |
| 10 | 2023 | FIA TCR Race del Hungheria    | Cyan Racing Lynk & Co | Lynk & Co 03 TCR       |
| 11 | 2023 | FIA TCR Race del Australia    | Cyan Racing Lynk & Co | Lynk & Co 03 TCR       |